# Hatik

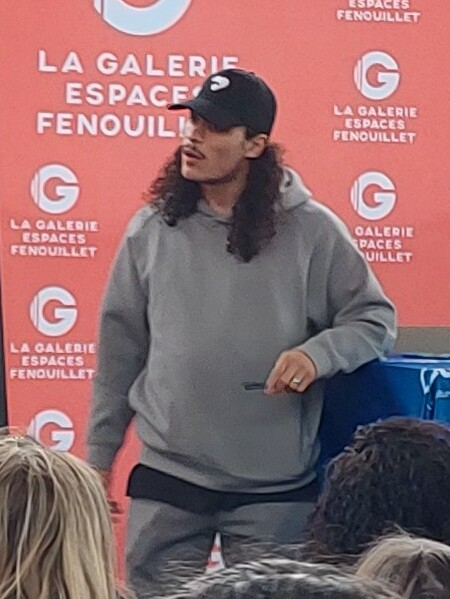
Hatik, 2023

Hatik (* 26. November 1992 in Chevreuse, Yvelines, Île-de-France; bürgerlich Clément Penhoat) ist ein französischer Rapper und Schauspieler.

## Leben und Karriere
Penhoat wurde 1992 in Chevreuse geboren und wuchs in Guyancourt auf. Mütterlicherseits ist er französisch-guyanischer Abstammung und väterlicherseits französischer Abstammung. Im Alter von 16 Jahren begann er erste Rap-Texte zu schreiben. 2014 veröffentlichte der Künstler sein erstes Mixtape unter dem Namen America 2 – Connaissance et style und verdiente nebenbei Geld in Form von Nebenjobs. Erstmals große Bekanntheit erlangte er 2015 als Gastmusiker auf dem Remix von La Promesse an der Seite von Künstlern wie Disiz, Soprano, Youssoupha und Dinos. Im Jahr 2017 folgte sein zweites Projekt Par le pire, aus dessen die Singleauskopplung Avec Téva inklusive seines ersten Musikvideos entstanden. Einem breiteren Publikum bekannt machte sich Penhoat 2018 mit der Veröffentlichung des Mixtapes Chaise pliante, welches jedoch erst in den darauffolgenden Jahren Erfolge feiern konnte. Textlich widmen sich die Lieder insbesondere an Themen wie Kriminalität und Menschenhandel. Das Projekt enthält Gastauftritte von den Rappern Hornet La Frappe, Jok’Air und Médine. Eine weitere EP mit dem Titel Projet Berlin erschien 2019 in Zusammenarbeit mit Daymolition und wurde unterstützt von fünf Musikvideos, die innerhalb von fünf Tagen in Berlin gedreht wurden. Sein großer Durchbruch erfolgte schließlich im Frühjahr 2020. Im Mai 2020 erreichte die Single Angela Platz eins der französischen Singlecharts (das Original der Saïan Supa Crew hatte es 20 Jahre zuvor auf Platz 2 gebracht). Nur zwei Wochen später stieg auch die Wiederveröffentlichung des Mixtapes Chaise pliante an die Spitze der französischen Albumcharts.
Seit März 2020 spielt Hatik an der Seite von Künstlern wie Ninho, Lacrim oder Bosh in der französischen TV-Serie Validé und verkörpert die Rolle des Clément dit Apash, einen aufstrebenden Rapper. Die Serie wird auf Canal+ ausgestrahlt. Er fungiert darüber hinaus als Interpret einiger Lieder des dazugehörigen Soundtracks, darunter auch des Liedes Prison pour mineurs, welches sich mit Position sechs in den Top 10 der französischen Singlecharts platzieren konnte.

## Diskografie

### Studioalben
| Jahr | Titel Musiklabel                  | Höchstplatzierung, Gesamtwochen, AuszeichnungChartplatzierungen (Jahr, Titel, Musiklabel, Platzierungen, Wochen, Auszeichnungen, Anmerkungen) | Höchstplatzierung, Gesamtwochen, AuszeichnungChartplatzierungen (Jahr, Titel, Musiklabel, Platzierungen, Wochen, Auszeichnungen, Anmerkungen) | Höchstplatzierung, Gesamtwochen, AuszeichnungChartplatzierungen (Jahr, Titel, Musiklabel, Platzierungen, Wochen, Auszeichnungen, Anmerkungen) | Anmerkungen                                               | [↑]: gemeinsam behandelt mit vorhergehendem Eintrag; [←]: in beiden Charts platziert |
| Jahr | Titel Musiklabel                  | FR | BEW | CH | Anmerkungen                                               |                                                                                      |
| ---- | --------------------------------- | --- | --- | --- | --------------------------------------------------------- | ------------------------------------------------------------------------------------ |
| 2019 | Chaise pliante Low Wood           | FR1 ×2Doppelplatin · (145 Wo.)FR | BEW24 (36 Wo.)BEW | — | Erstveröffentlichung: 30. August 2019 Verkäufe: + 200.000 |                                                                                      |
| 2020 | Chaise pliante II Low Wood[FR: ↑] | FR1 ×2Doppelplatin · (145 Wo.)FR | BEW25 (14 Wo.)BEW | — | Erstveröffentlichung: 5. Juni 2020                        |                                                                                      |
| 2021 | Vague à l’âme Low Wood            | FR3 Platin · (85 Wo.)FR | BEW13 (38 Wo.)BEW | CH35 (1 Wo.)CH | Erstveröffentlichung: 12. März 2021                       |                                                                                      |
| 2021 | Noyé: Vague à l’âme Low Wood      | — | BEW63 (2 Wo.)BEW | — | Erstveröffentlichung: 26. November 2021                   |                                                                                      |
| 2023 | Niyya Cell Records (Sony)         | FR7 (8 Wo.)FR | BEW77 (3 Wo.)BEW | — | Erstveröffentlichung: 12. Mai 2023                        |                                                                                      |
| 2024 | +1 Cell Records (Sony)            | FR46 (4 Wo.)FR | BEW115 (1 Wo.)BEW | — | Erstveröffentlichung: 22. November 2024                   |                                                                                      |

### Mixtapes
| Jahr | Titel Musiklabel                                 | Höchstplatzierung, Gesamtwochen, AuszeichnungChartplatzierungen (Jahr, Titel, Musiklabel, Platzierungen, Wochen, Auszeichnungen, Anmerkungen) | Höchstplatzierung, Gesamtwochen, AuszeichnungChartplatzierungen (Jahr, Titel, Musiklabel, Platzierungen, Wochen, Auszeichnungen, Anmerkungen) | Höchstplatzierung, Gesamtwochen, AuszeichnungChartplatzierungen (Jahr, Titel, Musiklabel, Platzierungen, Wochen, Auszeichnungen, Anmerkungen) | Anmerkungen                            |
| Jahr | Titel Musiklabel                                 | FR | BEW | CH | Anmerkungen                            |
| ---- | ------------------------------------------------ | --- | --- | --- | -------------------------------------- |
| 2014 | America 2 – Connaissance et style Selbstvertrieb | FR41 (2 Wo.)FR | — | — | Erstveröffentlichung: 24. Februar 2014 |
| 2024 | La vie de Tyler Cell Records                     | FR41 (2 Wo.)FR | — | — | Erstveröffentlichung: 3. Mai 2024      |

### EPs
| Jahr | Titel Musiklabel       | Anmerkungen                                        |
| ---- | ---------------------- | -------------------------------------------------- |
| 2017 | Par le pire Spinnup    | Erstveröffentlichung: 10. Mai 2017                 |
| 2019 | Projet Berlin Low Wood | Erstveröffentlichung: 1. März 2019 mit Daymolition |

### Singles
| Jahr | Titel Album                         | Höchstplatzierung, Gesamtwochen, AuszeichnungChartplatzierungen (Jahr, Titel, Album, Platzierungen, Wochen, Auszeichnungen, Anmerkungen) | Höchstplatzierung, Gesamtwochen, AuszeichnungChartplatzierungen (Jahr, Titel, Album, Platzierungen, Wochen, Auszeichnungen, Anmerkungen) | Höchstplatzierung, Gesamtwochen, AuszeichnungChartplatzierungen (Jahr, Titel, Album, Platzierungen, Wochen, Auszeichnungen, Anmerkungen) | Anmerkungen                                                                                  |
| Jahr | Titel Album                         | FR | BEW | CH | Anmerkungen                                                                                  |
| --- | ----------------------------------- | --- | --- | --- | -------------------------------------------------------------------------------------------- |
| 2019 | Angela Chaise pliante               | FR1 Diamant · (79 Wo.)FR | BEW9 Platin · (18 Wo.)BEW | CH57 (14 Wo.)CH | Original: Saïan Supa Crew (2000) Erstveröffentlichung: 20. Dezember 2019 Verkäufe: + 353.333 |
| 2020 | Prison pour mineurs Validé          | FR6 Gold · (23 Wo.)FR | — | — | Erstveröffentlichung: 20. März 2020 Verkäufe: + 100.000                                      |
| 2020 | Ali Chaise pliante (Edition Deluxe) | FR76 (3 Wo.)FR | — | — | Erstveröffentlichung: 29. Mai 2020                                                           |
| 2020 | La meilleure Chaise pliante II      | FR17 Diamant · (66 Wo.)FR | — | — | Erstveröffentlichung: 29. Juni 2020 Verkäufe: + 333.333; feat. Jok’Air                       |
| 2020 | 1,2,3 Jusqu’au bout                 | FR8 (51 Wo.)FR | BEW3 ×3Dreifachplatin · (30 Wo.)BEW | — | Erstveröffentlichung: 30. Oktober 2020 Verkäufe: + 60.000; mit Amel Bent                     |
| 2021 | Mer Vague à l’âme                   | FR27 Gold · (13 Wo.)FR | — | — | Erstveröffentlichung: 12. Februar 2021 Verkäufe: + 100.000                                   |
| 2021 | Waï Vague à l’âme                   | FR41 (3 Wo.)FR | — | — | Erstveröffentlichung: 5. März 2021                                                           |
| 2021 | Noyé Noyé: Vague à l’âme            | FR99 (1 Wo.)FR | — | — | Erstveröffentlichung: 15. Oktober 2021                                                       |
| 2021 | Y’a rien Noyé: Vague à l’âme        | FR103 (1 Wo.)FR | — | — | Erstveröffentlichung: 29. Oktober 2021 mit Slimane                                           |
| 2022 | Finir un texte –                    | FR191 (1 Wo.)FR | — | — | Erstveröffentlichung: 21. April 2022                                                         |
| 2024 | Bazar +1                            | FR67 (3 Wo.)FR | — | — | Erstveröffentlichung: 6. September 2024                                                      |
| Folgende Lieder erschienen nicht als Single, wurden aber durch das Album zum Download und Streaming bereitgestellt und konnten somit eine Platzierung erlangen: |                                     | | | |                                                                                              |
| |                                     | | | |                                                                                              |
| 2020 | FLK (Fais les kiffer) Validé        | FR32 (9 Wo.)FR | — | — | Charteinstieg: 20. März 2020 mit Sam’s                                                       |
| 2020 | Adieu, mon amour Chaise pliante II  | FR64 Gold · (14 Wo.)FR | — | — | Charteinstieg: 20. März 2020 Verkäufe: + 100.000                                             |
| 2020 | Dans la fusée Validé                | FR164 (1 Wo.)FR | — | — | Charteinstieg: 27. März 2020                                                                 |
| 2020 | Buena noche Validé                  | FR131 (1 Wo.)FR | — | — | Charteinstieg: 17. April 2020                                                                |
| 2020 | Plus riche Chaise pliante II        | FR60 (4 Wo.)FR | — | — | Charteinstieg: 12. Juni 2020 feat. Sofiane                                                   |
| 2020 | West Indies Chaise pliante          | FR68 (5 Wo.)FR | — | — | Charteinstieg: 14. August 2020                                                               |
| 2021 | Crashtest Vague à l’âme             | FR82 (1 Wo.)FR | — | — | Erstveröffentlichung: 15. Januar 2021                                                        |
| 2021 | À la mélanie Vague à l’âme          | FR54 (1 Wo.)FR | — | — | Erstveröffentlichung: 12. März 2021                                                          |
| 2021 | Ma p’tite étoile Vague à l’âme      | FR44 Platin · (26 Wo.)FR | — | — | Erstveröffentlichung: 12. März 2021 Verkäufe: + 200.000                                      |
| 2021 | Rappelle moi Vague à l’âme          | FR138 (1 Wo.)FR | — | — | featuring Kalash Erstveröffentlichung: 12. März 2021                                         |
| 2021 | Toute la vie Vague à l’âme          | FR147 (1 Wo.)FR | — | — | Erstveröffentlichung: 12. März 2021                                                          |
| 2021 | Éternel Vague à l’âme               | FR98 Diamant · (32 Wo.)FR | — | — | Erstveröffentlichung: 12. März 2021 Verkäufe: + 333.333                                      |
| 2021 | Message groupé Vague à l’âme        | FR161 (1 Wo.)FR | — | — | Erstveröffentlichung: 12. März 2021                                                          |
| 2021 | Nouvelle séquence Vague à l’âme     | FR173 (1 Wo.)FR | — | — | Erstveröffentlichung: 12. März 2021                                                          |
| 2021 | Habibi Vague à l’âme                | FR183 (1 Wo.)FR | — | — | Erstveröffentlichung: 12. März 2021                                                          |
| 2021 | Vide Vague à l’âme                  | FR189 (1 Wo.)FR | — | — | featuring Laylow Erstveröffentlichung: 12. März 2021                                         |
| 2021 | Attrape mon cœur Vague à l’âme      | FR194 (1 Wo.)FR | — | — | Erstveröffentlichung: 12. März 2021                                                          |
| 2021 | Colère Vague à l’âme                | FR197 (1 Wo.)FR | — | — | Erstveröffentlichung: 12. März 2021                                                          |

### Gastbeiträge
| Jahr | Titel Album              | Höchstplatzierung, Gesamtwochen, AuszeichnungChartplatzierungen (Jahr, Titel, Album, Platzierungen, Wochen, Auszeichnungen, Anmerkungen) | Höchstplatzierung, Gesamtwochen, AuszeichnungChartplatzierungen (Jahr, Titel, Album, Platzierungen, Wochen, Auszeichnungen, Anmerkungen) | Höchstplatzierung, Gesamtwochen, AuszeichnungChartplatzierungen (Jahr, Titel, Album, Platzierungen, Wochen, Auszeichnungen, Anmerkungen) | Höchstplatzierung, Gesamtwochen, AuszeichnungChartplatzierungen (Jahr, Titel, Album, Platzierungen, Wochen, Auszeichnungen, Anmerkungen) | Anmerkungen                                                                          |
| Jahr | Titel Album              | FR | BEW | DE | CH | Anmerkungen                                                                          |
| --- | ------------------------ | --- | --- | --- | --- | ------------------------------------------------------------------------------------ |
| 2020 | Dämon Medical Heartbreak | — | — | DE85 (2 Wo.)DE | CH50 (2 Wo.)CH | Erstveröffentlichung: 3. April 2020 Monet192 feat. Hatik                             |
| 2020 | Unité –                  | FR59 (16 Wo.)FR | — | — | — | Erstveröffentlichung: 20. November 2020 Unité feat. Dadju, Soolking, Hatik & Imen Es |
| 2020 | Jusqu’au bout –          | FR36 (6 Wo.)FR | — | — | — | Erstveröffentlichung: 11. Dezember 2020 Alrima feat. Hatik                           |
| Folgende Lieder erschienen nicht als Single, wurden aber durch das Album zum Download und Streaming bereitgestellt und konnten somit eine Platzierung erlangen: |                          | | | | |                                                                                      |
| |                          | | | | |                                                                                      |
| 2020 | Grand dla tess –         | FR193 (1 Wo.)FR | — | — | — | Médine feat. Hatik                                                                   |
| 2021 | Paradise –               | FR195 (1 Wo.)FR | — | — | — | Sam’s feat. Hatik                                                                    |

## Auszeichnungen für Musikverkäufe
Anmerkung: Auszeichnungen in Ländern aus den Charttabellen bzw. Chartboxen sind in ebendiesen zu finden.
| Land/RegionAuszeichnungen für Musikverkäufe (Land/Region, Auszeichnungen, Verkäufe, Quellen) | Gold     | Platin     | Diamant     | Verkäufe  | Quellen         |
| -------------------------------------------------------------------------------------------- | -------- | ---------- | ----------- | --------- | --------------- |
| Belgien (BRMA)                                                                               | —        | 4× Platin4 | —           | 80.000    | ultratop.be     |
| Frankreich (SNEP)                                                                            | 3× Gold3 | 4× Platin4 | 3× Diamant3 | 1.799.999 | snepmusique.com |
| Insgesamt                                                                                    | 3× Gold3 | 8× Platin8 | 3× Diamant3 |           |                 |